# Littleton (condado de Grafton)
Littleton es un lugar designado por el censo ubicado en el condado de Grafton en el estado estadounidense de Nuevo Hampshire. En el Censo de 2010 tenía una población de 4.412 habitantes y una densidad poblacional de 199,07 personas por km².

## Geografía
Littleton se encuentra ubicado en las coordenadas 44°19′51″N 71°46′7″O / 44.33083, -71.76861. Según la Oficina del Censo de los Estados Unidos, Littleton tiene una superficie total de 22.16 km², de la cual 21.92 km² corresponden a tierra firme y (1.08%) 0.24 km² es agua.

## Demografía
Según el censo de 2010, había 4.412 personas residiendo en Littleton. La densidad de población era de 199,07 hab./km². De los 4.412 habitantes, Littleton estaba compuesto por el 96.06% blancos, el 0.52% eran afroamericanos, el 0.25% eran amerindios, el 1.02% eran asiáticos, el 0% eran isleños del Pacífico, el 0.52% eran de otras razas y el 1.63% pertenecían a dos o más razas. Del total de la población el 2.09% eran hispanos o latinos de cualquier raza.